# Аган (футбольный клуб)
«Ага́н» — российский футбольный клуб из Радужного (Ханты-Мансийский автономный округ — Югра). Основан в 1992 году. Лучшее достижение в первенстве России — 6-е место в 6-й зоне второй лиги в 1992 году.

## Статистика выступлений
| Сезон | Лига                       | Место      | Кубок |
| ----- | -------------------------- | ---------- | ----- |
| 1992  | Вторая лига, зона 6        | 6 (из 13)  | 1/32  |
| 1993  | Вторая лига, зона 7        | 10 (из 13) | —     |
| 1994  | Вторая лига, зона «Сибирь» | снята      | 1/256 |

### Сезон-1992
В первом сезоне клуб отличался большим количеством забитых и малым количеством пропущенных мячей, неуступчивостью в домашних матчах (нет данных о месте проведения домашних матчей). В этом сезоне клуб одержал свою крупнейшую победу — 7:0 в гостях в матче с «Прогрессом» (Бийск). Были и другие крупные победы — 3:0 (дважды) и 4:0, а все поражения были с минимальной разницей в счёте. Лучший бомбардир клуба — С. Родченков (9 мячей).
В кубке-1992/93 клуб прошёл четыре стадии кубка, начиная с 1/512, и вылетел на стадии 1/32, при этом не сыграв ни одного матча в турнире.

### Сезон-1993
Домашние матчи в сезоне-1993 клуб играл в Нижневартовске. Клуб стал худшим по количеству забитых мячей и не одержал ни одной победы в выездных матчах, забив в гостях всего 1 мяч. Из пяти побед три получены в результате присуждения технических поражений соперникам. В этом сезоне клуб потерпел своё крупнейшее поражение — 0:5 в гостях от «Шахтёра» (Артём). Были ещё три крупных поражения (0:3), из них одно домашнее.
В кубке-93/94 клуб не участвовал по причине дисквалификации из-за неявки на кубковый матч в прошлом сезоне.

### Сезон-1994
В кубке вылетел сразу, проиграв в выездном матче на стадии 1/256 финала. Снялся с чемпионата после 4-го тура, имея 0 очков и успев сыграть согласно календарю только три выездных матча. Последним матчем оказался гостевой матч против «Самотлора-XXI» в Нижневартовске.